# 来て来てあたしンち
「来て来てあたしンち」（きてきてあたしンち）は、平山綾（現在は平山あや）のデビューシングル。2002年7月24日にキングレコードから発売された。

## 詳細

### 来て来てあたしンち
- テレビ朝日系列のテレビアニメ『あたしンち』のエンディングテーマとして[1]、第1話から第161話まで使用されていた。
- エドワード・エルガー作曲の行進曲「威風堂々」第1番の中間部をモチーフに制作された。
- エンディングアニメーションについては、母、みかん、ユズヒコ、父が一列に並んで合成された夕方の街（東京西部を中心とした実写画像）を行進するというものである。歌の開始時には4人が横1列に並び、両手を振り上げて踊ったり1回転をしたり、空中にジャンプして2回転をするなどの演出をする。
- 歌とは直接関係はないが、2003年にセガトイズから同名のドールハウスが発売された[注 1]。
- 2002年9月に発売予定だった『「あたしンち」オリジナルアルバム』に同曲のアルバム・ヴァージョンが収録される予定だったが、発売中止になったため未発表となっている[2]。

### 「カラオケ天国」
- カップリングの「「カラオケ天国」」は、挿入歌として使われている。

## 収録曲
1. 来て来てあたしンち [4:02]
歌 & ラップ：平山綾
ラップ：RYUZI
作詞：大地丙太郎、作曲：エルガー(「威風堂々」より)、編曲：武藤星児
2. 「カラオケ天国」 [2:51]
歌：みかん（折笠富美子）
作詞：西脇唯、作曲・編曲：HULK
3. 来て来てあたしンち （オリジナル・カラオケ） [4:02]
4. 「カラオケ天国」 （オリジナル・カラオケ） [2:50]